# Chiusaforte
Chiusaforte (friuli nyelven: Scluse, szlovénül: Kluže) település Olaszországban, Friuli-Venezia Giulia régióban, Udine megyében. Lakosainak száma 606 fő (2023. január 1.). Chiusaforte Dogna, Malborghetto-Valbruna, Moggio Udinese, Resia, Resiutta, Tarvisio és Bovec községekkel határos.

## Népesség
A település népességének változása:
| Lakosok száma | 650  | 628  | 606  |
|               | 2017 | 2018 | 2023 |